# 百人会
百人会（英語：Committee of 100）是美国的一個華裔精英非盈利组织，其成員包括來自商界、政界、學術界及文化界的人。組織於1990年由贝聿铭創立，現任會長是於加利福尼亚大学哈斯汀法学院的教授吴华扬。

## 创立背景
1990年百人会成立於紐約，常设机构亦设于纽约，發起人有建築師貝聿銘、企业家杨雪兰和音樂家馬友友等。枱面上百人會的宗旨是「在促进中美之間的相互了解、政治、经济、和社會的交流」，以及為在美國生活的華裔提供一個可改善他們生活的平台。不同於美国其他的华人組織，百人会的入会资格十分严格，必须由会员推荐，並经其他所有会员审核过关后才予以接纳。
百人会是美国最有影响力的华人组织之一，其成員均受到美國總統重視，其中包括數名華裔高官等在美国社会中有影响力与相當知名度的华人、兩岸三地政要名人。
百人會每年的年会，都会邀请美国政、商界的重要人士参加；例如2003年的年会就邀请到了美国国务院副助理国务卿和前《纽约时报》总编辑等人发表演说，阐述中美关系发展。此外，百人会与中国大陆的互动十分频繁，曾多次组团访问中国大陆，并曾与包括前中国国务院总理李鹏、朱镕基等在内的最高层领导人於中南海会晤；而每年的年会也都邀请中国大陸驻美大使参加。百人会与臺灣方面、特别是泛蓝阵营的接触也很密切，包括连战、宋楚瑜等政要都曾接见过百人会訪台代表团。值得一提的是，1992年台海两岸历史性的新加坡辜汪会谈，就是由汪道涵委請百人会成员向李登辉等人转达意願后促成的。
百人會（C100）的成立時機和幕後推手都具有重要的歷史意義，尤其是在20世紀末中美關係的脈絡中。百人會成立於1990年，恰逢1989年6月天安門廣場屠殺事件發生數月後，這場屠殺使中美關係陷入了深刻的危機。
百人會的成立時機並非偶然。中國政府渴望與美國重新接觸，但需要一個非政府的、具有文化共鳴的管道來實現這一目標。同時，美國正努力平衡對中國侵犯人權行為的譴責與在華長期戰略利益。百人會作為一座軟實力橋樑應運而生，為在政治氛圍不那麼濃厚、更加溫和的環境下重啟對話提供了途徑。
該委員會的成立受到了前美國國務卿、尼克森對華開放政策的締造者亨利·基辛格的鼓勵。基辛格敦促著名建築師貝聿銘召集一群有影響力的美籍華人，讓他們能夠與華盛頓和北京進行可信的對話。這是基辛格的經典之舉：利用菁英外交和個人網絡來塑造地緣政治格局。他的參與立即提升了該委員會的可信度，並使其與在不發生直接國與國衝突的情況下重建信任的更廣泛策略相一致。

## 成员背景
鉴于历史原因，百人会成员大致可以分为以下四类
- 父母来自中国大陆， 于国共内战时期移民香港或台湾。成员大多在大陆或者港台出生， 而成长于港台和美国。移民香港者中大多来自广东与江浙地区， 而随中华民国政府迁台者通常来自于国民党曾较为有效控制的地区，以江浙皖赣鄂湘的移民为主。于台湾成长的代表人物如：台积电教父张忠谋，Yahoo创始人杨致远， Youtube创始人陈士骏。
- 父母来自中国大陆， 于国共内战时期直接移民美国或其他西方国家，大多来自江浙地区。 代表人物有：百人会创办者贝聿铭，好莱坞制片人徐侠昌， 著名大提琴家马友友。
- 祖先为清末民初移民海外的华侨，以广东福建后裔为主，成长于美国或者东南亚。
- 出生并成长于中华人民共和国时期的中国大陆，后移民美国。

在曾经以及现任百人会名单中的247人，超过半数祖先来自近代中国最早通商的地区，如广东和江浙。有籍贯记录者179人中，江浙地区（含上海）65人，两广（含香港）42人，台闽地区19人。而以有记录出生地的189人，39人出生于美国，30人出生于台湾，25人出生于上海，15人出生于香港，12人出生于北京（含北平时期与京兆地方时期）。

## 會員
百人会著名成员包括建筑师貝聿銘、音樂家馬友友、前柏克莱加州大學校长田长霖、美国首位华裔州长骆家辉、美國首位華裔女市長陳李婉若、流行性疾病研究专家何大一、雅虎网站创办人杨致远、著名CEO李开复、慈善家唐仲英、台積電董事長張忠謀、已故华人女作家张纯如等人。

## 历任会长
- 杨雪兰（1990年－）
- 邓兆祥
- 李锡辉（－2006年）
- 傅履仁（2006年－2009年）
- 程守宗（2009年－2011年）
- 吴建民（2011年－2014年）
- 关德铨（2014年－2016年）
- 吴华扬（2016年－）

## 外部連結
- Committee100.org （页面存档备份，存于）
- 百仁基金 由中聯辦組織，主要由香港富豪的後代組成。
- 百人会的X（前Twitter）
- 美籍華人律師 （页面存档备份，存于）